# Vetiver (gruppo musicale)
I Vetiver sono un gruppo musicale folk californiano attivo dal 2004. Il gruppo è composto essenzialmente dal cantante e compositore Andy Cabic, al quale si uniscono spesso il noto cantautore Devendra Banhart, la violoncellista Alissa Anderson, il batterista Otto Hauser, la violinista Carmen Biggers, i chitarristi Kevin Barker e Sanders Trippe ed il bassista Brent Dunn.
I Vetiver hanno pubblicato il loro omonimo album di debutto nel 2004 per la piccola etichetta indipendente DiCristina. Dopo la realizzazione dell'album, i Vetiver hanno suonato per molto tempo dal vivo, aprendo i concerti e collaborando sia con Banhart che con Joanna Newsom. Prima di trasferirsi a San Francisco, Cabic faceva parte del gruppo indie rock del nord Carolina The Raymond Brake, con il quale ha pubblicato alcuni album per l'etichetta Simple Machines. Nel 2006 i Vetiver hanno pubblicato l'album To Find me Gone. Nel 2009 è uscito invece "Tight Knit", ultimo sforzo di Cabic e soci.
Il nome del gruppo è stato ispirato dall'erba chiamata appunto vetiver.

## Discografia

### Album in studio
- 2004 - Vetiver
- 2006 - To Find Me Gone
- 2009 - Tight Knit
- 2011 - The Errant Charm

### EP
- 2005 - Between